# Sea reflections
Sea reflections is het derde studioalbum van Isildurs Bane. De band had de progressieve rock ingewisseld voor fusion. De blazerssectie was dan ook uitgebreid. Opnamen vonden plaats in juli en augustus 1985 in Studio 38. De wisseling in muziekstijl werd niet door iedereen gewaardeerd. In terugblik viel met name de zwakke productie op, als ook de dunne synthesizerklanken, typisch voor de jaren 80 met de overgang tussen analoge en digitale synthesizers.  Isildurs Bane liet zich inspireren door de zee. Het album kwam uit in 1985 en werd in 1992 op compact disc heruitgegeven samen met Eight moments in eternity; album in dezelfde stijl.

## Musici
- Mats Johansson – toetsinstrumenten
- Stigge Ljunglöf – basgitaar
- Mats Nilsson – gitaar
- Jan Severinsson – toetsinstrumenten en vibrafoon/marimba
- Kjell Severinsson – drumstel, percussie
- Jan-Ove Nilsson – trompet, flugelhorn
- Christian Jerhov – trombone
- Bengt Johansson – saxofoon

## Muziek
| Nr. | Titel                                             | Duur |
| --- | ------------------------------------------------- | ---- |
| 1.  | Blizzard (Mats Johansson)                         | 5:10 |
| 2.  | Batseba (Mats Johansson)                          | 4:10 |
| 3.  | Sea reflections I (Mats Johansson)                | 5:34 |
| 4.  | Sea reflections II (Mats Johansson)               | 6;25 |
| 5.  | Poseidon (Mats Nilsson)                           | 4:02 |
| 6.  | Bilbo (Mats Johansson)                            | 3:45 |
| 7.  | Top secret UFO (Mats Johansson)                   | 5:05 |
| 8.  | The story of Chester & Sylvester (Mats Johansson) | 4:25 |